# George Orwell on Screen: Adaptations, Documentaries and Docudramas on Film and Television
《George Orwell on Screen: Adaptations, Documentaries and Docudramas on Film and Television》 （標題大意：《螢幕上的喬治·奧威爾：電影與電視中的改編、紀錄片與紀實劇》）是一本由英國作家兼記者大衛·萊恩 (英語：David Ryan) 撰寫的全面性探討書籍，深入研究英國作家及散文家乔治·奥威尔作品在電影與電視中的改編。該書於2018年由麦克法兰公司出版。萊恩的分析透過與演員、編劇、導演及製片人等業界重要人士的訪談，提供了對奧威爾主題在視覺媒體中演變的觀察視角。
該書於2018年被《泰晤士报文学增刊》（英語：Times Literary Supplement）評選為年度書籍之一。憑藉此書的影響力，标准收藏公司在其發行的麥可·雷德福導演電影《一九八四》的蓝光版中對大衛·萊恩進行了採訪。 评论家斯科特·斯塔尔库普 (英語：Scott Stalcup) 指出，萊恩的這本書「很可能是自麥可．謝爾登（英語：Michael Shelden）授權的文學傳記以來，對該領域最重要的貢獻」

## 外部鏈接
- 官方网站